# Vương Hồng Văn
Vương Hồng Văn (9 tháng 12 năm 1935 - 3 tháng 8 năm 1992) (tiếng Trung: 王洪文) là một nhà chính trị, đảng viên Đảng Cộng sản Trung Quốc. Ông là một trong 4 thành viên của nhóm Tứ nhân bang trong thời kỳ Cách mạng văn hóa (1966-1976) của Cộng hòa Nhân dân Trung Hoa.Tháng 10 năm 1976, ông bị bắt và bị xử chung thân. Ông qua đời ngày 3 tháng 8 năm 1992 tại một bệnh viện ở Bắc Kinh vì bệnh ung thư.
Vương Hồng Văn sinh ra trong một ngôi làng ở ngoại ô Trường Xuân, tỉnh Cát Lâm. Vào đầu những năm 1950, ông tham gia Chiến tranh Triều Tiên. Ông gia nhập Đảng Cộng sản Trung Quốc năm 1953. Sau chiến tranh, ông được gửi đến Thượng Hải để làm việc tại Nhà máy dệt bông số 17 ở Thượng Hải với tư cách là người đứng đầu trung đoàn bảo vệ, nơi ông gặp Trương Xuân Kiều và tham gia vào nhóm Hồng Vệ Binh. Tại Đại hội toàn quốc lần thứ 9 của Đảng Cộng sản Trung Quốc, Vương Hồng Văn được bầu làm thành viên của Ủy ban Trung ương. Sau vụ việc Lâm Bưu, Vương Hồng Văn được giao trách nhiệm điều tra vụ án ở khu vực Thượng Hải, báo cáo trực tiếp cho Mao. Tại Đại hội toàn quốc lần thứ 10 của Đảng Cộng sản Trung Quốc. năm 1973, Vương Hồng Văn được thăng chức lên Phó Chủ tịch thứ hai trong Ủy ban Trung ương, và là thành viên của Ủy ban Thường vụ Bộ Chính trị, khiến ông trở thành thành viên cấp cao thứ ba của Đảng Cộng sản Trung Quốc. sau Mao Trạch Đông và Chu Ân Lai. Vương Hồng Văn được đồn đại sẽ được dự kiến trở thành Thủ tướng sau cái chết của Thủ tướng Chu Ân Lai vào tháng 1 năm 1976. Tuy nhiên, Hoa Quốc Phong, một nhân vật trung bình hơn, đã được chọn. Ông bị bắt vì sự tham gia của ông trong Tứ nhân bang trong cuộc Cách mạng Văn hóa vào tháng 10 năm 1976. Vương Hồng Văn đã bị xét xử và bị kết án tù chung thân vào năm 1981. Ông qua đời vì ung thư gan ở bệnh viện Bắc Kinh vào ngày 3 tháng 8 năm 1992 ở tuổi 56. Vương Hồng Văn là một trong những thành viên trẻ nhất của Ủy ban Thường vụ Bộ Chính trị trong Đảng Cộng sản sau giải phóng khi chỉ mới 37 tuổi.